# 俾斯麦海
俾斯麦海（Bismarck Sea）位于巴布亚新几内亚北部，由新几内亚岛、俾斯麦群岛和阿德默勒尔蒂群岛环抱而成，并经勇士号海峡与所罗门海相连。面积36.1万平方千米。是巴新的内海。
俾斯麦海名字是为了纪念德国总理奥托·冯·俾斯麦。
1943年3月3日和4日，日本海军在此被澳大利亚空军和美国空军袭击并遭受重创，史称俾斯麦海战役。